# Volaris

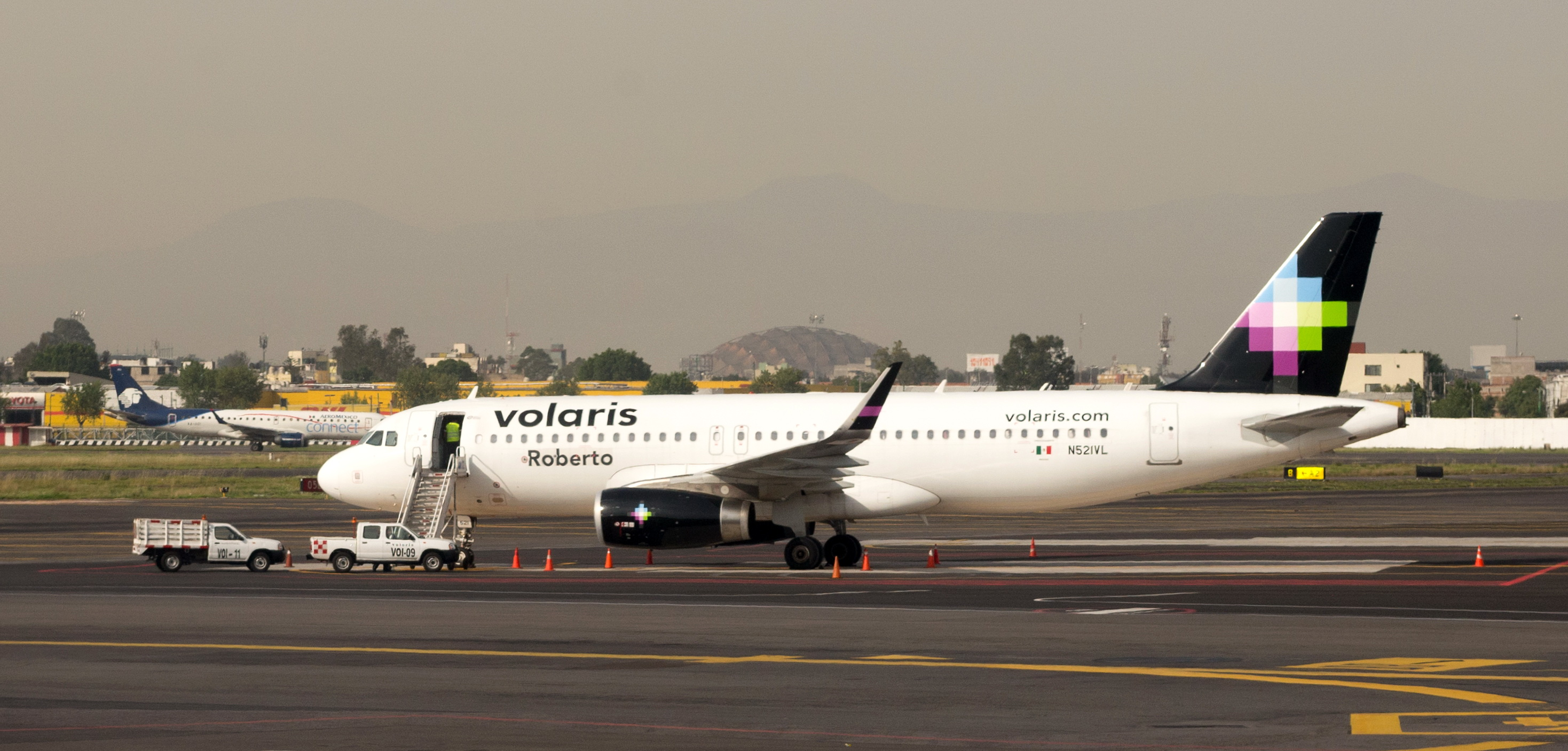
A320 der Volaris am Flughafen Mexiko-Stadt

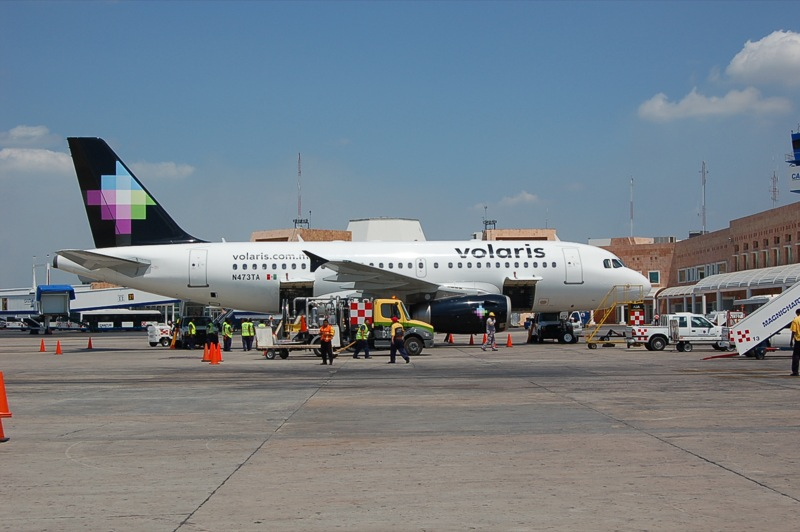
Ein Airbus A319-100 der Volaris

Volaris (Handelsname der mexikanischen Gruppe Concesionaria - Vuela Compañia de Aviación S.A. de C.V.) ist eine mexikanische Fluggesellschaft mit Sitz in Mexiko-Stadt.

## Geschichte
Im Jahr 2003 trafen sich der Fonds Discovery Americas I und TACA, um eine neue mexikanische Fluggesellschaft zu gründen.
Die Vorbereitungen bis zum Erstflug erstreckten sich über drei Jahre. Die Gründer und Mitbesitzer von Volaris sind der Medienkonzern Grupo Televisa, die Versicherungsgesellschaft Inbursa, die Grupo TACA und Protego Discovery Fund. Jede von ihnen investierte zu 25 % (beziehungsweise 100 Millionen US-$) die Aufbaukosten.
2006 lieferte Airbus den ersten von 16 bestellten A319-100.
Volaris bietet Shuttle-Bus-Verbindungen unter dem Namen Terraris von San Diego zum Flughafen Tijuana sowie von Santa Ana, Caborca, Nogales, Cananea, Agua Prieta, Guaymas-San Carlos, Ciudad Obregón, Navojoa oder Magdalena zum Flughafen Hermosillo jeweils hin und zurück an.
Am 27. April 2009 startete Volaris die internationale Expansion mit der Bekanntgabe der Flugziele Los Angeles und Oakland.

## Flugziele
Innerhalb Mexikos fliegt Volaris von den Drehkreuzen Guadalajara, Mexiko-Stadt, Monterrey und Tijuana zahlreiche Ziele an. Die Hauptbasis befindet sich am Flughafen Tijuana.
Darüber hinaus werden Städte in Costa Rica, Guatemala, Puerto Rico sowie rund 20 Ziele in den USA angeflogen.

## Flotte

### Aktuelle Flotte
Mit Stand Mai 2025 besteht die Flotte der Volaris aus 137 Flugzeugen mit einem Durchschnittsalter von 6,6 Jahren:
| Flugzeugtyp     | Anzahl | bestellt | Anmerkungen                | Sitzplätze | Durchschnittsalter |
| --------------- | ------ | -------- | -------------------------- | ---------- | ------------------ |
| Airbus A320-200 | 44     |          | einer inaktiv              | 174 179    | 11,3 Jahre         |
| Airbus A320neo  | 49     | 22       | 23 inaktiv                 | 186        | 4,7 Jahre          |
| Airbus A321-200 | 10     |          | mit Sharklets ausgestattet | 220        | 8,9 Jahre          |
| Airbus A321neo  | 34     | 106      | 15 inaktiv                 | 230        | 2,7 Jahre          |
| Gesamt          | 137    | 128      |                            |            | 6,6 Jahre          |

Weitere A320neo und A321neo werden über Leasinggesellschaften bezogen.

### Ehemalige Flugzeugtypen
In der Vergangenheit setzte Volaris Costa Rica bereits folgenden Flugzeugtyp ein:
Airbus A319-100

## Etymologie
- Der Name Volaris ist ein Kunstwort aus volar (fliegen) und dem Nordstern Polaris. Er wurde aus über 1000 Vorschlägen ausgewählt.